# جعفر جنی و محبوبه‌اش
جعفر جنی و محبوبه‌اش فیلمی به کارگردانی رضا صفایی و نویسندگی حبیب‌الله کسمایی محصول سال ۱۳۵۲ است.

## خلاصه داستان
جعفر جنی مدیر هتلی است که با همکاری مباشرش و منشی اش آذر به ادارهٔ آن می‌پردازد. جعفر با عیاشی‌های خود نامزدش محبوبه را از خود می‌رنجاند. دختر تصمیم به خود کشی دارد که جوانی او را نجات داده و مراقبت از او را به عهده می‌گیرد. کوشش‌های جعفر برای بازگرداندن محبوبه بی‌نتیجه می‌ماند، و از سوی دیگر آذر به او علاقه‌مند می‌شود. جعفر اعتنایی به آذر ندارد، و آذر برای برانگیختن حس حسادت جعفر با جواهرفروشی، که ساکن هتل است، طرح دوستی می‌ریزد. سرانجام جعفر با آذر و محبوبه با جوانی که او را نجات داده پای سفره عقد می‌نشینند.

## بازیگران
- علی تابش
- کتایون
- علی میری
- شهرآشوب
- داریوش اسدزاده
- مرتضی احمدی
- بهمن زرین‌پور
- فریده بهرامی
- عباس ناظری نیک
- رضا رخک
- علی رجبی
- محمد نوروزی
- هوشنگ منصورخاکی